# Marocco ai XXI Giochi olimpici invernali
Il Marocco ha partecipato ai XXI Giochi olimpici invernali di Vancouver, che si sono svolti dal 12 al 28 febbraio 2010, rappresentato da un solo atleta. Lo stato africano è tornato a partecipare ai Giochi Olimpici invernali dopo una assenza di 18 anni; l'ultima sua apparizione risaliva al 1992.

## Sci alpino
| Gara    | Atleta         | 1° manche | 2° manche | Tempo totale | Posizione |
| ------- | -------------- | --------- | --------- | ------------ | --------- |
| Slalom  | Samir Azzimani | 1'00"43   | 1'02"00   | 2'02"43      | 44        |
| Gigante | Samir Azzimani | 1'32"02   | 1'34"61   | 3'06"63      | 74        |